# HHHR Tower
La HHHR Tower est un gratte-ciel situé à Dubaï, dont la construction s'est terminée en 2010.
Son architecte est Al Hashemi, et il a été développé par la Dubai International Real Estate.
La HHHR Tower se situe sur la Sheikh Zayed Road.